# Lijst van rijksmonumenten in Zwijndrecht
De Nederlandse gemeente Zwijndrecht telt 13 inschrijvingen in het rijksmonumentenregister. Hieronder een overzicht. 

## Heerjansdam
De plaats Heerjansdam telt 6 inschrijvingen in het rijksmonumentenregister.
| Object | Oorspronkelijke functie?  | Bouwjaar                       | Architect | Locatie        | Coördinaten?                  | Nr.?   | Afbeelding |
| --- | ------------------------- | ------------------------------ | --------- | -------------- | ----------------------------- | ------ | --- |
| Langgerekte boerderij onder pannendak en met een puntgeveltje boven het woongedeelte. Links de schuur met gepotdekselde houten delen                                                                                       | Boerderij                 | mogelijk 18e eeuw              |           | Develsluis 34  | 51° 49' 40" NB, 4° 34' 13" OL | 21211  | Langgerekte boerderij onder pannendak en met een puntgeveltje boven het woongedeelte. Links de schuur met gepotdekselde houten delen                                                                                       |
| Grote hoeve, waarvan het woongedeelte een puntgevel met rollaag heeft. Geprofileerde zijdekplaten en in de top een jaartal. In de voorgevel vensters met zesruitsschuiframen. Stal met hoog strodak en moderne achtergevel | Boerderij                 | 1783 (jaartal)                 |           | Develweg 1     | 51° 49' 47" NB, 4° 34' 32" OL | 21212  | Grote hoeve, waarvan het woongedeelte een puntgevel met rollaag heeft. Geprofileerde zijdekplaten en in de top een jaartal. In de voorgevel vensters met zesruitsschuiframen. Stal met hoog strodak en moderne achtergevel |
| Langwerpige hoeve aan de voet van de dijk met woongedeelte, waarin vensters met negenruitsschuiframen, tussen stallen, waarvan de wanden bestaan uit geteerde houten delen. Strodaken                                      | Boerderij                 | mogelijk tweede helft 18e eeuw |           | Lindtsedijk 13 | 51° 49' 36" NB, 4° 34' 12" OL | 21213  | Langwerpige hoeve aan de voet van de dijk met woongedeelte, waarin vensters met negenruitsschuiframen, tussen stallen, waarvan de wanden bestaan uit geteerde houten delen. Strodaken                                      |
| Dorpskerk | Kerk en kerkonderdeel     | laatste kwart 15e eeuw         |           | Molenweg 6     | 51° 50' 11" NB, 4° 33' 50" OL | 21214  | Meer afbeeldingen |
| Landzicht | Industrie- en poldermolen | 1868                           |           | Molenweg 64    | 51° 50' 29" NB, 4° 34' 14" OL | 21215  | Meer afbeeldingen |
| Poortgebouw in Neo-Gotische stijl aan de entree van de algemene begraafplaats van Heerjansdam | Begraafplaats en -onderdl | 1850-1900                      |           | Molenweg 23A   | 51° 50' 16" NB, 4° 33' 50" OL | 509912 | Meer afbeeldingen |

## Zwijndrecht
De plaats Zwijndrecht telt 7 inschrijvingen in het rijksmonumentenregister.
| Object | Oorspronkelijke functie?  | Bouwjaar                                           | Architect                                         | Locatie                         | Coördinaten?                  | Nr.?   | Afbeelding        |
| --- | ------------------------- | -------------------------------------------------- | ------------------------------------------------- | ------------------------------- | ----------------------------- | ------ | ----------------- |
| Pietermankerk | Kerk en kerkonderdeel     | waarschijnlijk tweede helft 15e eeuw               |                                                   | Burgemeester Pijl Hogeweglaan 1 | 51° 49' 16" NB, 4° 37' 18" OL | 41916  | Meer afbeeldingen |
| Oude Kerk | Kerk en kerkonderdeel     | 14e eeuw, uitbreidingen in de 17e eeuw en ca. 1875 |                                                   | Kerkstraat 49                   | 51° 49' 8" NB, 4° 39' 10" OL  | 41917  | Meer afbeeldingen |
| Kijfhoekkerk | Kerk en kerkonderdeel     | 15e eeuw                                           |                                                   | Kijfhoek 30                     | 51° 49' 32" NB, 4° 35' 29" OL | 41918  | Meer afbeeldingen |
| Herenhuis met verdieping en omlopend schilddak. Deur met omlijsting door pilasters. In de vensters van de verdieping zesruitsschuiframen | Woonhuis                  | midden 19e eeuw                                    |                                                   | Rotterdamseweg 38               | 51° 49' 10" NB, 4° 39' 12" OL | 41919  | Meer afbeeldingen |
| Raadhuis met bodewoning, postkantoor en politiebureau                                                                                    | Bestuursgebouw en onderdl | 1932                                               | architectenbureau Granpré Molière, Verhagen & Kok | Raadhuisplein 1                 | 51° 49' 4" NB, 4° 38' 52" OL  | 514920 | Meer afbeeldingen |
| Watertoren | Nutsbedrijf               | 1897-1898                                          | F.A. de Jongh                                     | Ringdijk 192                    | 51° 49' 15" NB, 4° 39' 46" OL | 514921 | Meer afbeeldingen |
| Lindtse kerk | Kerk en kerkonderdeel     | 1863 (fundament) 1912 (herbouw naar brand)         | J.F.L. Fourring                                   | Develweg 28                     | 51° 48' 43" NB, 4° 37' 26" OL | 514922 | Meer afbeeldingen |

Alblasserdam ·
Albrandswaard ·
Alphen aan den Rijn ·
Barendrecht ·
Bodegraven-Reeuwijk ·
Capelle aan den IJssel ·
Delft ·
Den Haag ·
Dordrecht ·
Goeree-Overflakkee ·
Gorinchem ·
Gouda ·
Hardinxveld-Giessendam ·
Hendrik-Ido-Ambacht ·
Hillegom ·
Hoeksche Waard‎ ·
Kaag en Braassem ·
Katwijk ·
Krimpen aan den IJssel ·
Krimpenerwaard ·
Lansingerland ·
Leiden ·
Leiderdorp ·
Leidschendam-Voorburg ·
Lisse ·
Maassluis ·
Midden-Delfland ·
Molenlanden ·
Nieuwkoop ·
Nissewaard ·
Noordwijk ·
Oegstgeest ·
Papendrecht ·
Pijnacker-Nootdorp ·
Ridderkerk ·
Rijswijk ·
Rotterdam ·
Schiedam ·
Sliedrecht ·
Teylingen ·
Vlaardingen ·
Voorne aan Zee ·
Voorschoten ·
Waddinxveen ·
Wassenaar ·
Westland ·
Zoetermeer ·
Zoeterwoude ·
Zuidplas ·
Zwijndrecht